# Ночной уж Гюнтера
Ночной уж Гюнтера, или спиральная ночная змея (лат. Hypsiglena torquata) — вид змей из семейства ужеобразных, обитающий на западе Мексики.

## Описание
Общая длина достигает 60—66 см. Голова плоская, немного треугольная. Глаза маленькие с вертикальными зрачками. Туловище тонкое с гладкой чешуёй. Окраска светло-коричневая или серая с рядом тёмных пятен вдоль спины. Присутствует большое тёмное пятно сразу позади головы, иногда оно разделено на два удлинённых пятна.

## Образ жизни
Населяет леса, луга, пустыни. Активен ночью. Питается земноводными, мелкими ящерицами и мелкими млекопитающими.
Продолжительность жизни 12 лет. Яд не представляет угрозы для жизни человека.

## Размножение
Яйцекладущая змея. Спаривание начинается весной. Самки откладывают 2—9 яиц. Через 2 месяца появляются молодые ужи.